# Lorraine Moller
Lorraine Moller (née le 1er juin 1955 à Putaruru) est une athlète néo-Zélandaise spécialiste du fond et du demi-fond. 

## Carrière

### Palmarès
| Date | Compétition                      | Lieu         | Résultat | Épreuve       | Performance     |
| ---- | -------------------------------- | ------------ | -------- | ------------- | --------------- |
| 1974 | Jeux du Commonwealth britannique | Christchurch | 5e       | 800 mètres    | 2 min 03 s 63   |
| 1979 | Grandma's Marathon               | Duluth       | 1re      | Marathon      | 2 h 37 min 37 s |
| 1980 | Grandma's Marathon               | Duluth       | 1re      | Marathon      | 2 h 38 min 35 s |
| 1981 | Grandma's Marathon               | Duluth       | 1re      | Marathon      | 2 h 29 min 35 s |
| 1982 | Jeux du Commonwealth             | Brisbane     | 3e       | 1 500 mètres  | 4 min 12 s 67   |
| 1982 | Jeux du Commonwealth             | Brisbane     | 3e       | 3 000 mètres  | 8 min 55 s 76   |
| 1984 | Marathon de Boston               | Boston       | 1re      | Marathon      | 2 h 29 min 28 s |
| 1984 | Marathon de Paris                | Paris        | 1re      | Marathon      | 2 h 32 min 44 s |
| 1984 | Jeux olympiques d'été            | Los Angeles  | 5e       | Marathon      | 2 h 28 min 34 s |
| 1986 | Marathon d'Osaka                 | Osaka        | 1re      | Marathon      | 2 h 30 min 24 s |
| 1986 | Jeux du Commonwealth             | Édimbourg    | 2e       | Marathon      | 2 h 28 min 17   |
| 1987 | Marathon d'Osaka                 | Osaka        | 1re      | Marathon      | 2 h 30 min 40 s |
| 1987 | Championnats du monde            | Rome         | 21e      | 10 000 mètres | 34 min 07 s 26  |
| 1988 | Jeux olympiques d'été            | Séoul        | 33e      | Marathon      | 2 h 37 min 52 s |
| 1989 | Marathon d'Osaka                 | Osaka        | 1re      | Marathon      | 2 h 30 min 21 s |
| 1989 | Marathon d'Hokkaido              | Sapporo      | 1re      | Marathon      | 2 h 36 min 39 s |
| 1991 | Marathon d'Hokkaido              | Sapporo      | 1re      | Marathon      | 2 h 33 min 20 s |
| 1992 | Jeux olympiques d'été            | Barcelone    | 3e       | Marathon      | 2 h 33 min 59 s |
| 1996 | Jeux olympiques d'été            | Atlanta      | 46e      | Marathon      | 2 h 42 min 21 s |

### Records
| Épreuve       | Performance    | Lieu         | Date |
| ------------- | -------------- | ------------ | ---- |
| 800 mètres    | 2 min 03 s 63  | Christchurch | 1974 |
| 1 500 mètres  | 4 min 10 s 35  | Bruxelles    | 1985 |
| Mile          | 4 min 32 s 93  |              | 1985 |
| 3 000 mètres  | 8 min 51 s 78  |              | 1983 |
| 5 000 mètres  | 15 min 35 s 75 |              | 1985 |
| 10 000 mètres | 32 min 40 s 17 |              | 1988 |
| Marathon      | 2 h 28 min 17  | Édimbourg    | 1986 |